# Satellit (sång)
Satellit, text och musik av Ted Gärdestad och Kenneth Gärdestad, var den svenska vispopsångaren Ted Gärdestads bidrag till den svenska Melodifestivalen 1979, där Satellit vann och fick representera Sverige i Eurovision Song Contest 1979 i Israel, med Lars Samuelsson, som dirigent. Det gick inte särskilt bra för bidraget och bidraget drog inte in mer än åtta poäng, varav sex från Republiken Irland, vilket gav sjuttonde plats, trea från slutet.
Den placerade sig som bäst på tionde plats på den svenska singellistan. Melodin låg på Svensktoppen i två veckor under perioden 13-20 maj 1979, och placerade sig där på nionde respektive tionde plats .
Låtens första takter har vissa likheter med Totos "Hold the Line", som Janne Schaffer hört när han träffat bröderna Porcaro och Steve Lukather i USA. Schaffer har dock senare tillbakavisat att Satellits första del skulle kopierats därifrån och påpekat olikheterna mellan låtarna.

## Listplaceringar
| Lista (1979) | Topplacering |
| ------------ | ------------ |
| Sverige      | 10           |